# Oxybelis brevirostris
Oxybelis brevirostris – gatunek jadowitego węża z rodziny połozowatych (Colubridae). Występuje w północno-zachodniej Ameryce Południowej i Ameryce Centralnej. Prowadzi dzienny, głównie nadrzewny tryb życia.

## Systematyka
Takson ten po raz pierwszy zgodnie z zasadami nazewnictwa binominalnego opisał w 1861 roku amerykański przyrodnik Edward Drinker Cope na łamach „Proceedings of the Academy of Natural Sciences of Philadelphia”. Autor nadał wężowi nazwę Dryophis brevirostris. Jako miejsce typowe autor podał "Veraguas, New Grenada". Holotyp, obecnie oznaczony jako USNM 31349, wcześniej jako ANSP, to okaz o długości 1028 mm odłowiony przez R.W. Mitchella w latach 1857–1860 w kopalni złota Cocuyos de Veraguas w pobliżu Río Concepción, na północy prowincji Veraguas, w środkowej Panamie.  W 2020 roku w wyniku badań filogenetycznych Jadin ze współpracownikami stwierdzili, że gatunek ten jest najbliżej spokrewniony z Oxybelis wilsoni. Nie wyróżnia się podgatunków.

### Etymologia
- Oxybelis: gr. οξυβελης oxubelēs „ostro zakończony, ostry”[8].
- brevirostris – łac. brevis – „krótki”, łac. rostrum – „dziób, trąba”[2].

## Morfologia
Jest to średniej wielkości wąż o głowie z cienkim, ostro zakończonym pyskiem, z ciemnym paskiem ocznym biegnącym od nozdrzy poprzez oko do szyi. Oczy duże i wyłupiaste, tęczówki w kolorze od jasnożółtego do złotego, które na przedłużeniu paska ocznego mają dwa szaro-czarne przebarwienia. Tułów bardzo cienki i smukły. Grzbiet ma jednolity zielony kolor. Brzuch w przedniej części jaskrawożółtozielony, a w tylnej limonkowy. Ogon długi, u samców dłuższy niż u samic. Uzębienie typu Opisthoglypha.
Wymiary:
|                          | Samiec   | Samica   |
| Długość całkowita (mm)   | 1326     | 1219     |
| Długość SVL (mm)         | 831      | 739      |
| Długość TL (mm)          | 495      | 480      |
| Łuski grzbietowe (rzędy) | 15/15/13 | 15/15/13 |

## Występowanie
Oxybelis brevirostris występuje w południowej części Ameryki Centralnej i północno-zachodniej części Ameryki Południowej, we wschodnim Hondurasie, wschodniej Nikaragui, Kostaryce, Panamie, zachodniej Kolumbii i zachodnim Ekwadorze. W Ekwadorze gatunek ten odnotowano w zachodnich podnóżach Andów w prowincjach Pichincha, El Oro, Azuay, Cotopaxi, Manabí, Santo Domingo de los Tsáchilas, Guayas, Imbabura, Carchi, Esmeraldas i Los Ríos na wysokości 10–1393 m n.p.m.

## Ekologia i zachowanie
Gatunek prowadzi dzienny nadrzewny tryb życia. Występuje w pierwotnych nizinnych i podgórskich lasach deszczowych, głównie wzdłuż strumieni. Spotykany jest także w lasach wtórnych, na poboczach dróg i plantacjach. Żeruje w ciągu dnia na roślinności lub przy ściółce. W nocy odpoczywa na niskiej roślinności i na drzewach do 10 m nad poziomem ziemi, większe osobniki zajmują wyższe partie drzewa. Dieta tego gatunku nie jest dokładnie znana, wiadomo, że oparta jest głównie na żabach i jaszczurkach. Oxybelis brevirostris jest gatunkiem jajorodnym, w lęgu stwierdzono od 3 do 6 jaj.

## Status
W Czerwonej księdze gatunków zagrożonych IUCN Oxybelis brevirostris jest klasyfikowany jako gatunek najmniejszej troski (LC, ang. Least Concern). A. Quezada uzasadnia takie przyporządkowanie tym, że gatunek ten jest szeroko rozpowszechniony, nie ma bezpośrednich zagrożeń jego wyginięciem, a badania nad liczebnością populacji w Panamie w latach 1997–2012 wykazały jej stabilność. Liczebność i trend populacji nie jest określony.